# Italia en la Eurocopa 2020
La Selección de fútbol de Italia fue uno de los 24 países participantes en la Eurocopa 2020, por primera vez el torneo no tuvo sede fija. Originalmente se iba a disputar en 2020; sin embargo, el torneo se pospuso hasta 2021 debido a la pandemia de COVID-19. Se realizó entre el 11 de junio y el 11 de julio de 2021.

## Clasificación
| Equipo               | Pts | PJ | PG | PE | PP | GF | GC | Dif |
| -------------------- | --- | -- | -- | -- | -- | -- | -- | --- |
| Italia               | 30  | 10 | 10 | 0  | 0  | 37 | 4  | 33  |
| Finlandia            | 18  | 10 | 6  | 0  | 4  | 16 | 10 | 6   |
| Grecia               | 14  | 10 | 4  | 2  | 4  | 12 | 10 | -2  |
| Bosnia y Herzegovina | 13  | 10 | 4  | 1  | 5  | 20 | 17 | 3   |
| Armenia              | 10  | 10 | 3  | 1  | 6  | 14 | 25 | -11 |
| Liechtenstein        | 2   | 10 | 0  | 2  | 8  | 2  | 31 | -29 |

### Partidos
| Fecha                   | Ciudad  | Jornada |                      |                                 | Resultado |                                 |                      |
| ----------------------- | ------- | ------- | -------------------- | ------------------------------- | --------- | ------------------------------- | -------------------- |
| 23 de marzo de 2019     | Údine   | 1       | Italia               | Bandera de Italia               | 2:0 (1:0) | Bandera de Finlandia            | Finlandia            |
| 26 de marzo de 2019     | Parma   | 2       | Italia               | Bandera de Italia               | 6:0 (4:0) | Bandera de Liechtenstein        | Liechtenstein        |
| 8 de junio de 2019      | Atenas  | 3       | Grecia               | Bandera de Grecia               | 0:3 (0:3) | Bandera de Italia               | Italia               |
| 11 de junio de 2019     | Údine   | 4       | Italia               | Bandera de Italia               | 2:1 (0:1) | Bandera de Bosnia y Herzegovina | Bosnia y Herzegovina |
| 5 de septiembre de 2019 | Ereván  | 5       | Armenia              | Bandera de Armenia              | 1:3 (1:1) | Bandera de Italia               | Italia               |
| 8 de septiembre de 2019 | Tampere | 6       | Finlandia            | Bandera de Finlandia            | 1:2 (0:0) | Bandera de Italia               | Italia               |
| 12 de octubre de 2019   | Roma    | 7       | Italia               | Bandera de Italia               | 2:0 (0:0) | Bandera de Grecia               | Grecia               |
| 15 de octubre de 2019   | Vaduz   | 8       | Liechtenstein        | Bandera de Liechtenstein        | 0:5 (0:1) | Bandera de Italia               | Italia               |
| 15 de noviembre de 2019 | Zenica  | 9       | Bosnia y Herzegovina | Bandera de Bosnia y Herzegovina | 0:3 (0:2) | Bandera de Italia               | Italia               |
| 18 de noviembre de 2019 | Palermo | 10      | Italia               | Bandera de Italia               | 9:1 (4:0) | Bandera de Armenia              | Armenia              |

#### Italia vs. Finlandia
| 23 de marzo de 2019 | Italia                | 2:0 (1:0) | Finlandia | Dacia Arena, Udine                                        |                                                           |
| 20:45 (UTC+1)       | Barella 7' · Kean 74' | Reporte   |           | Asistencia: 24.000 espectadores Árbitro(s): Orel Grinfeld | Asistencia: 24.000 espectadores Árbitro(s): Orel Grinfeld |

| Uniformes | Uniformes |
| --------- | --------- |
|           |           |

#### Italia vs. Liechtenstein
| 26 de marzo de 2019 | Italia                                                                       | 6:0 (4:0) | Liechtenstein | Estadio Ennio Tardini, Parma                                |                                                             |
| 20:45 (UTC+1)       | Sensi 17' · Verratti 32' · Quagliarella 35' 45+3' · Kean 69' · Pavoletti 76' | Reporte   |               | Asistencia: 19.834 espectadores Árbitro(s): Kirill Levnikov | Asistencia: 19.834 espectadores Árbitro(s): Kirill Levnikov |

| Uniformes | Uniformes |
| --------- | --------- |
|           |           |

#### Grecia vs. Italia
| 8 de junio de 2019 | Grecia | 0:3 (0:3) | Italia                                    | Estadio Olímpico, Atenas                                   |                                                            |
| 20:45 (UTC+2)      |        | Reporte   | - 23' Barella - 30' Insigne - 33' Bonucci | Asistencia: 19.828 espectadores Árbitro(s): Anthony Taylor | Asistencia: 19.828 espectadores Árbitro(s): Anthony Taylor |

| Uniformes | Uniformes |
| --------- | --------- |
|           |           |

#### Italia vs. Bosnia y Herzegovina
| 11 de junio de 2019 | Italia                       | 2:1 (0:1) | Bosnia y Herzegovina | Juventus Stadium, Turín                                       |                                                               |
| 20:45 (UTC+1)       | - Insigne 49' - Verratti 86' | Reporte   | - 32' Džeko          | Asistencia: 29.100 espectadores Árbitro(s): Estrada Fernández | Asistencia: 29.100 espectadores Árbitro(s): Estrada Fernández |

| Uniformes | Uniformes |
| --------- | --------- |
|           |           |

#### Armenia vs. Italia
| 5 de septiembre de 2019, 18:00 | Armenia          | 1:3 (1:1) | Italia                             | Estadio Republicano, Ereván                                |                                                            |
| 18:00 (UTC+2)                  | - Karapetian 11' | Reporte   | - 28' 80' Belotti - 77' Pellegrini | Asistencia: 13.680 espectadores Árbitro(s): Daniel Siebert | Asistencia: 13.680 espectadores Árbitro(s): Daniel Siebert |

| Uniformes | Uniformes |
| --------- | --------- |
|           |           |

#### Finlandia vs. Italia
| 8 de septiembre de 2019 | Finlandia   | 1:2 (0:0) | Italia                        | Estadio Tampere, Tampere                                 |                                                          |
| 20:45 (UTC+2)           | - Pukki 72' | Reporte   | - 59' Immobile - 79' Jorginho | Asistencia: 16.292 espectadores Árbitro(s): Bobby Madden | Asistencia: 16.292 espectadores Árbitro(s): Bobby Madden |

| Uniformes | Uniformes |
| --------- | --------- |
|           |           |

#### Italia vs. Grecia
| 12 de octubre de 2019 | Italia                                   | 2:0 (0:0) | Grecia | Olímpico de Roma, Roma     |                            |
| 19:45 (UTC+1)         | 56.274 - Jorginho 63' - Bernardeschi 78' | Reporte   |        | Árbitro(s): Sergei Karasev | Árbitro(s): Sergei Karasev |

| Uniformes | Uniformes |
| --------- | --------- |
|           |           |

#### Liechtenstein vs. Italia
| 15 de octubre de 2019 | Liechtenstein | 0:5 (0:1) | Italia                                                                   | Rheinpark Stadion, Vaduz                                    |                                                             |
| 19:45 (UTC+1)         |               | Reporte   | - 2' Bernardeschi - 70' 90+2' Bellotti - 77' Romagnoli - 82' El Shaarawy | Asistencia: 5.087 espectadores Árbitro(s): Andris Treimanis | Asistencia: 5.087 espectadores Árbitro(s): Andris Treimanis |

| Uniformes | Uniformes |
| --------- | --------- |
|           |           |

#### Bosnia y Herzegovina vs. Italia
| 15 de noviembre de 2019 | Bosnia y Herzegovina | 0:3 (0:2) | Italia                                   | Bilino Polje, Zenica                                      |                                                           |
| 20:45 (UTC+1)           |                      | Reporte   | - 21' Acerbi - 37' Insigne - 52' Belloti | Asistencia: 8.355 espectadores Árbitro(s): Sandro Schärer | Asistencia: 8.355 espectadores Árbitro(s): Sandro Schärer |

| Uniformes | Uniformes |
| --------- | --------- |
|           |           |

#### Italia vs. Armenia
| 18 de noviembre de 2019 | Italia | 9:1 (4:0) | Armenia       | Estadio Renzo Barbera, Palermo                            |                                                           |
| 20:45 (UTC+1)           | - Immobile 8' 33' - Zaniolo 9' 64' - Barella 29' - Romagnoli 72' - Frello 75' - Orsolini 77' - Chiesa 81' | Reporte   | - 79' Babayan | Asistencia: 27.752 espectadores Árbitro(s): Tiago Martins | Asistencia: 27.752 espectadores Árbitro(s): Tiago Martins |

| Uniformes | Uniformes |
| --------- | --------- |
|           |           |

## Preparación

#### Partidos
| Fecha                   | Ciudad        | Competición      |                      |                                 | Resultado |                                 |                      |
| ----------------------- | ------------- | ---------------- | -------------------- | ------------------------------- | --------- | ------------------------------- | -------------------- |
| 4 de septiembre de 2020 | Florencia     | Liga de Naciones | Italia               | Bandera de Italia               | 1:1 (0:0) | Bandera de Bosnia y Herzegovina | Bosnia y Herzegovina |
| 7 de septiembre de 2020 | Ámsterdam     | Liga de Naciones | Países Bajos         | Bandera de los Países Bajos     | 0:1 (0:1) | Bandera de Italia               | Italia               |
| 7 de octubre de 2020    | Florencia     | Amistoso         | Italia               | Bandera de Italia               | 6:0 (5:0) | Bandera de Moldavia             | Moldavia             |
| 11 de octubre de 2020   | Gdansk        | Liga de Naciones | Polonia              | Bandera de Polonia              | 0:0       | Bandera de Italia               | Italia               |
| 14 de octubre de 2020   | Bérgamo       | Liga de Naciones | Italia               | Bandera de Italia               | 1:1 (1:1) | Bandera de los Países Bajos     | Países Bajos         |
| 11 de noviembre de 2020 | Florencia     | Amistoso         | Italia               | Bandera de Italia               | 4:0 (2:0) | Bandera de Estonia              | Estonia              |
| 15 de noviembre de 2020 | Reggio Emilia | Liga de Naciones | Italia               | Bandera de Italia               | 2:0 (1:0) | Bandera de Polonia              | Polonia              |
| 18 de noviembre de 2020 | Sarajevo      | Liga de Naciones | Bosnia y Herzegovina | Bandera de Bosnia y Herzegovina | 0:2 (0:1) | Bandera de Italia               | Italia               |
| 25 de marzo de 2021     | Parma         | Eliminatorias    | Italia               | Bandera de Italia               | 2:0 (2:0) | Bandera de Irlanda del Norte    | Irlanda del Norte    |
| 28 de marzo de 2021     | Sofía         | Eliminatorias    | Bulgaria             | Bandera de Bulgaria             | 0:2 (0:2) | Bandera de Italia               | Italia               |
| 31 de marzo de 2021     | Vilna         | Eliminatorias    | Lituania             | Bandera de Lituania             | 0:2 (0:0) | Bandera de Italia               | Italia               |
| 28 de mayo de 2021      | Cagliari      | Amistoso         | Italia               | Bandera de Italia               | 7:0 (2:0) | Bandera de San Marino           | San Marino           |
| 4 de febrero de 2021    | Bolonia       | Amistoso         | Italia               | Bandera de Italia               | 4:0 (2:0) | Bandera de República Checa      | República Checa      |

### Partidos Oficiales
| 4 de septiembre de 2020 | Italia      | 1:1 (0:0) | Bosnia y Herzegovina | Estadio Artemio Franchi, Florencia                             |                                                                |
|                         | - Sensi 67' | Reporte   | - Džeko 57'          | Asistencia: 0 espectadores Árbitro(s): Anastasios Sidiropoulos | Asistencia: 0 espectadores Árbitro(s): Anastasios Sidiropoulos |

| Uniformes | Uniformes |
| --------- | --------- |
|           |           |

| 7 de septiembre de 2020 | Países Bajos | 0:1 (0:1) | Italia          | Johan Cruyff Arena, Ámsterdam                      |                                                    |
|                         |              | Reporte   | - Barella 45+1' | Asistencia: 0 espectadores Árbitro(s): Felix Brych | Asistencia: 0 espectadores Árbitro(s): Felix Brych |

| Uniformes | Uniformes |
| --------- | --------- |
|           |           |

| 11 de octubre de 2020 | Polonia | 0:0     | Italia | Arena Gdansk, Gdansk                                       |                                                            |
|                       |         | Reporte |        | Asistencia: 9200 espectadores Árbitro(s): Sánchez Martínez | Asistencia: 9200 espectadores Árbitro(s): Sánchez Martínez |

| Uniformes | Uniformes |
| --------- | --------- |
|           |           |

| 14 de octubre de 2020 | Italia           | 1:1 (1:1) | Países Bajos      | Atleti Azzurri d'Italia, Bérgamo                        |                                                         |
|                       | - Pellegrini 16' | Reporte   | - Van de Beek 25' | Asistencia: 623 espectadores Árbitro(s): Anthony Taylor | Asistencia: 623 espectadores Árbitro(s): Anthony Taylor |

| Uniformes | Uniformes |
| --------- | --------- |
|           |           |

| 15 de noviembre de 2020 | Italia                              | 2:0 (1:0) | Polonia | MAPEI Stadium, Reggio Emilia                          |                                                       |
|                         | - Jorginho 27' (pen.) - Berardi 83' | Reporte   |         | Asistencia: 0 espectadores Árbitro(s): Clément Turpin | Asistencia: 0 espectadores Árbitro(s): Clément Turpin |

| Uniformes | Uniformes |
| --------- | --------- |
|           |           |

| 18 de noviembre de 2020 | Bosnia y Herzegovina | 0:2 (0:1) | Italia                      | Estadio Grbavica, Sarajevo                        |                                                   |
|                         |                      |           | - Belotti 22' - Berardi 58' | Asistencia: 0 espectadores Árbitro(s): Artur Dias | Asistencia: 0 espectadores Árbitro(s): Artur Dias |

| Uniformes | Uniformes |
| --------- | --------- |
|           |           |

| 25 de marzo de 2021 | Italia                       | 2:0 (2:0)                 | Irlanda del Norte | Estadio Ennio Tardini, Parma                         |                                                      |
|                     | - Berardi 14' - Immobile 39' | FIFA Reporte UEFA Reporte |                   | Asistencia: 0 espectadores Árbitro(s): Ali Palabıyık | Asistencia: 0 espectadores Árbitro(s): Ali Palabıyık |

| Uniformes | Uniformes |
| --------- | --------- |
|           |           |

| 28 de marzo de 2021 | Bulgaria | 0:2 (0:1)                 | Italia                               | Estadio Vasil Levski, Sofía                          |                                                      |
|                     |          | FIFA Reporte UEFA Reporte | - Belotti 43' (pen.) - Locatelli 83' | Asistencia: 0 espectadores Árbitro(s): Slavko Vinčić | Asistencia: 0 espectadores Árbitro(s): Slavko Vinčić |

| Uniformes | Uniformes |
| --------- | --------- |
|           |           |

| 31 de marzo de 2021 | Lituania | 0:2 (0:0)                 | Italia                              | Estadio LFF, Vilna                                      |                                                         |
|                     |          | FIFA Reporte UEFA Reporte | - Sensi 48' - Immobile 90+4' (pen.) | Asistencia: 0 espectadores Árbitro(s): Paweł Raczkowski | Asistencia: 0 espectadores Árbitro(s): Paweł Raczkowski |

| Uniformes | Uniformes |
| --------- | --------- |
|           |           |

### Amistosos previos
| 7 de octubre de 2020 | Italia                                                                          | 6:0 (5:0) | Moldavia | Stadio Artemio Franchi, Florencia                     |                                                       |
|                      | - Cristante 18' - Caputo 23' - El Shaarawy 30' 45+1' - Posmac 37' - Berardi 72' | Reporte   |          | Asistencia: 0 espectadores Árbitro(s): Daniel Siebert | Asistencia: 0 espectadores Árbitro(s): Daniel Siebert |

| Uniformes | Uniformes |
| --------- | --------- |
|           |           |

| 11 de noviembre de 2020 | Italia                                                          | 4:0 (2:0) | Estonia | Stadio Artemio Franchi, Florencia                     |                                                       |
|                         | - Grifo 14' 75' (pen.) - Bernardeschi 27' - Orsolini 86' (pen.) | Reporte   |         | Asistencia: 0 espectadores Árbitro(s): Rade Obrenovic | Asistencia: 0 espectadores Árbitro(s): Rade Obrenovic |

| Uniformes | Uniformes |
| --------- | --------- |
|           |           |

| 28 de mayo de 2021 | Italia                                                                                    | 7:0 (2:0) | San Marino | Unipol Domus, Cagliari                                         |                                                                |
|                    | - Bernardeschi 31' - Marco Ferrari 34' - Politano 49' 77' - Belotti 67' - Pessina 75' 86' | Reporte   |            | Asistencia: 500 espectadores Árbitro(s): Trustin Farrugia Cann | Asistencia: 500 espectadores Árbitro(s): Trustin Farrugia Cann |

| Uniformes | Uniformes |
| --------- | --------- |
|           |           |

| 4 de junio de 2021 | Italia                                                   | 4:0 (2:0) | República Checa | Estadio Renato Dall'Ara, Bolonia                      |                                                       |
|                    | - Immobile 23' - Barella 42' - Insigne 66' - Berardi 73' | Reporte   |                 | Asistencia: 0 espectadores Árbitro(s): Lionel Tschudi | Asistencia: 0 espectadores Árbitro(s): Lionel Tschudi |

| Uniformes | Uniformes |
| --------- | --------- |
|           |           |

## Jugadores
| #     | Nombre                | Posición       | Edad | Part. | Goles | Club                     |
| ----- | --------------------- | -------------- | ---- | ----- | ----- | ------------------------ |
| 1     | Salvatore Sirigu      | Portero        | 34   | 26    | 0     | Torino F.C.              |
| 2     | Giovanni Di Lorenzo   | Defensa        | 27   | 7     | 0     | S.S.C. Napoli            |
| 3     | Giorgio Chiellini     | Defensa        | 36   | 106   | 8     | Juventus F.C.            |
| 4     | Leonardo Spinazzola   | Defensa        | 28   | 13    | 0     | A.S. Roma                |
| 5     | Manuel Locatelli      | Centrocampista | 23   | 9     | 1     | Sassuolo Calcio          |
| 6     | Marco Verratti        | Centrocampista | 28   | 40    | 3     | Paris Saint-Germain F.C. |
| 7     | Lorenzo Pellegrini    | Centrocampista | 24   | 17    | 2     | A.S. Roma                |
| 8     | Jorginho              | Centrocampista | 29   | 27    | 5     | Chelsea F.C.             |
| 9     | Andrea Belotti        | Delantero      | 27   | 33    | 12    | Torino F.C.              |
| 10    | Lorenzo Insigne       | Delantero      | 30   | 40    | 7     | S.S.C. Napoli            |
| 11    | Domenico Berardi      | Delantero      | 26   | 10    | 4     | Sassuolo Calcio          |
| 12    | Stefano Sensi         | Centrocampista | 25   | 8     | 3     | Bayern Munich            |
| 13    | Emerson Palmieri      | Defensa        | 26   | 14    | 0     | Chelsea F.C.             |
| 14    | Federico Chiesa       | Centrocampista | 23   | 24    | 1     | Juventus F.C.            |
| 15    | Francesco Acerbi      | Defensa        | 33   | 13    | 1     | S.S. Lazio               |
| 16    | Bryan Cristante       | mediocentro    | 26   | 10    | 1     | A.S. Roma                |
| 17    | Ciro Immobile         | Delantero      | 31   | 45    | 12    | S.S. Lazio               |
| 18    | Nicolò Barella        | Defensa        | 24   | 22    | 4     | Inter de Milán           |
| 19    | Leonardo Bonucci      | Defensa        | 34   | 101   | 7     | Juventus F.C.            |
| 20    | Federico Bernardeschi | Delantero      | 27   | 30    | 6     | Juventus F.C.            |
| 21    | Gianluigi Donnarumma  | Portero        | 21   | 25    | 0     | A.C. Milan               |
| 22    | Giacomo Raspadori     | Delantero      | 21   | 0     | 0     | Sassuolo Calcio          |
| 23    | Alessandro Bastoni    | Defensa        | 22   | 5     | 0     | Inter de Milán           |
| 24    | Alessandro Florenzi   | Defensa        | 30   | 42    | 2     | Paris Saint-Germain F.C. |
| 25    | Rafael Tolói          | Defensa        | 30   | 2     | 0     | Atalanta B.C.            |
| 26    | Alex Meret            | Portero        | 24   | 2     | 0     | S.S.C. Napoli            |
| D. T. | Roberto Mancini       |                |      |       |       |                          |

## Participación

### Partidos
| Fecha       | Ciudad  | Instancia        |         |                    | Resultado               |                       |            |
| ----------- | ------- | ---------------- | ------- | ------------------ | ----------------------- | --------------------- | ---------- |
| 11 de junio | Roma    | Fase de grupos   | Turquía | Bandera de Turquía | 0:3 (0:0)               | Bandera de Italia     | Italia     |
| 16 de junio | Roma    | Fase de grupos   | Italia  | Bandera de Italia  | 3:0 (1:0)               | Bandera de Suiza      | Suiza      |
| 20 de junio | Roma    | Fase de grupos   | Italia  | Bandera de Italia  | 1:0 (1:0)               | Bandera de Gales      | Gales      |
| 26 de junio | Londres | Octavos de final | Italia  | Bandera de Italia  | 2:1 (0:0, 0:0) (t.s.)   | Bandera de Austria    | Austria    |
| 2 de julio  | Múnich  | Cuartos de final | Bélgica | Bandera de Bélgica | 1:2 (1:2)               | Bandera de Italia     | Italia     |
| 6 de julio  | Londres | Semifinales      | Italia  | Bandera de Italia  | 1:1 (1:1, 0:0) (4:2 p.) | Bandera de España     | España     |
| 11 de julio | Londres | Final            | Italia  | Bandera de Italia  | 1:1 (1:1, 0:1) (3:2 p.) | Bandera de Inglaterra | Inglaterra |

### Grupo A
El estadio Olímpico de Roma y el estadio Olímpico de Bakú albergaron los partidos grupo.
| Selección | Pts | PJ | PG | PE | PP | GF | GC | Dif |
| --------- | --- | -- | -- | -- | -- | -- | -- | --- |
| Italia    | 9   | 3  | 3  | 0  | 0  | 7  | 0  | 7   |
| Gales     | 4   | 3  | 1  | 1  | 1  | 3  | 2  | 1   |
| Suiza     | 4   | 3  | 1  | 1  | 1  | 4  | 5  | −1  |
| Turquía   | 0   | 3  | 0  | 0  | 3  | 1  | 8  | −7  |

#### Turquía vs Italia
| 11 de junio de 2021, 21:00                                                                | Turquía | 0:3 (0:0) | Italia                                          | Estadio Olímpico, Roma                                                     |                                                                            |
|                                                                                           |         | Reporte   | Demiral 53' (a.g.) · Immobile 66' · Insigne 79' | Asistencia: 12 916 espectadores Árbitro(s): Danny Makkelie VAR: Kevin Blom | Asistencia: 12 916 espectadores Árbitro(s): Danny Makkelie VAR: Kevin Blom |
| Primera vez en la historia de la Eurocopa que el primer gol del campeonato es un autogol. |         |           |                                                 |                                                                            |                                                                            |

| 23         | Guardameta     | Uğurcan Çakır    |     |
| 2          | Defensa        | Zeki Çelik       |     |
| 3          | Defensa        | Merih Demiral    |     |
| 4          | Defensa        | Çağlar Söyüncü   |     |
| 13         | Defensa        | Umut Meraş       |     |
| 5          | Centrocampista | Okay Yokuşlu     | 65' |
| 9          | Centrocampista | Kenan Karaman    | 76' |
| 6          | Centrocampista | Ozan Tufan       | 64' |
| 11         | Centrocampista | Yusuf Yazıcı     | 46' |
| 10         | Centrocampista | Hakan Çalhanoğlu |     |
| 17         | Delantero      | Burak Yılmaz     |     |
| Entrenador | Entrenador     | Şenol Güneş      |     |

| 21         | Guardameta     | Gianluigi Donnarumma |     |
| 24         | Defensa        | Alessandro Florenzi  | 46' |
| 19         | Defensa        | Leonardo Bonucci     |     |
| 3          | Defensa        | Giorgio Chiellini    |     |
| 4          | Defensa        | Leonardo Spinazzola  |     |
| 18         | Centrocampista | Nicolò Barella       |     |
| 8          | Centrocampista | Jorginho             |     |
| 5          | Centrocampista | Manuel Locatelli     | 74' |
| 11         | Delantero      | Domenico Berardi     | 85' |
| 17         | Delantero      | Ciro Immobile        | 81' |
| 10         | Delantero      | Lorenzo Insigne      | 81' |
| Entrenador | Entrenador     | Roberto Mancini      |     |

| 7  | Delantero      | Cengiz Ünder     | 46' |
| 22 | Defensa        | Kaan Ayhan       | 64' |
| 21 | Centrocampista | İrfan Kahveci    | 65' |
| 13 | Delantero      | Halil Dervişoğlu | 76' |

| 2  | Defensa        | Giovanni Di Lorenzo   | 46' |
| 16 | Centrocampista | Bryan Cristante       | 74' |
| 14 | Centrocampista | Federico Chiesa       | 81' |
| 9  | Delantero      | Andrea Belotti        | 81' |
| 20 | Centrocampista | Federico Bernardeschi | 85' |

| Anotado · Autogol | 53' | Merih Demiral   | 0:1 |
| Anotado           | 66' | Ciro Immobile   | 0:2 |
| Anotado           | 79' | Lorenzo Insigne | 0:3 |

| Amonestado | 88' | Çağlar Söyüncü   |
| Amonestado | 90' | Halil Dervişoğlu |

| Árbitro                                            | Danny Makkelie       |
| Árbitros asistentes                                | Hessel Steegstra     |
| Árbitros asistentes                                | Jan de Vries         |
| Cuarto árbitro                                     | Stéphanie Frappart   |
| Quinto árbitro                                     | Mikaël Berchebru     |
| Árbitro asistente de video                         | Kevin Blom           |
| Árbitros asistentes del árbitro asistente de video | Pol van Boekel       |
| Árbitros asistentes del árbitro asistente de video | Christian Gittelmann |
| Árbitros asistentes del árbitro asistente de video | Christian Dingert    |

| 23         | Guardameta     | Uğurcan Çakır    |     |
| 2          | Defensa        | Zeki Çelik       |     |
| 3          | Defensa        | Merih Demiral    |     |
| 4          | Defensa        | Çağlar Söyüncü   |     |
| 13         | Defensa        | Umut Meraş       |     |
| 5          | Centrocampista | Okay Yokuşlu     | 65' |
| 9          | Centrocampista | Kenan Karaman    | 76' |
| 6          | Centrocampista | Ozan Tufan       | 64' |
| 11         | Centrocampista | Yusuf Yazıcı     | 46' |
| 10         | Centrocampista | Hakan Çalhanoğlu |     |
| 17         | Delantero      | Burak Yılmaz     |     |
| Entrenador | Entrenador     | Şenol Güneş      |     |

| 21         | Guardameta     | Gianluigi Donnarumma |     |
| 24         | Defensa        | Alessandro Florenzi  | 46' |
| 19         | Defensa        | Leonardo Bonucci     |     |
| 3          | Defensa        | Giorgio Chiellini    |     |
| 4          | Defensa        | Leonardo Spinazzola  |     |
| 18         | Centrocampista | Nicolò Barella       |     |
| 8          | Centrocampista | Jorginho             |     |
| 5          | Centrocampista | Manuel Locatelli     | 74' |
| 11         | Delantero      | Domenico Berardi     | 85' |
| 17         | Delantero      | Ciro Immobile        | 81' |
| 10         | Delantero      | Lorenzo Insigne      | 81' |
| Entrenador | Entrenador     | Roberto Mancini      |     |

| 7  | Delantero      | Cengiz Ünder     | 46' |
| 22 | Defensa        | Kaan Ayhan       | 64' |
| 21 | Centrocampista | İrfan Kahveci    | 65' |
| 13 | Delantero      | Halil Dervişoğlu | 76' |

| 2  | Defensa        | Giovanni Di Lorenzo   | 46' |
| 16 | Centrocampista | Bryan Cristante       | 74' |
| 14 | Centrocampista | Federico Chiesa       | 81' |
| 9  | Delantero      | Andrea Belotti        | 81' |
| 20 | Centrocampista | Federico Bernardeschi | 85' |

| Anotado · Autogol | 53' | Merih Demiral   | 0:1 |
| Anotado           | 66' | Ciro Immobile   | 0:2 |
| Anotado           | 79' | Lorenzo Insigne | 0:3 |

| Amonestado | 88' | Çağlar Söyüncü   |
| Amonestado | 90' | Halil Dervişoğlu |

| Árbitro                                            | Danny Makkelie       |
| Árbitros asistentes                                | Hessel Steegstra     |
| Árbitros asistentes                                | Jan de Vries         |
| Cuarto árbitro                                     | Stéphanie Frappart   |
| Quinto árbitro                                     | Mikaël Berchebru     |
| Árbitro asistente de video                         | Kevin Blom           |
| Árbitros asistentes del árbitro asistente de video | Pol van Boekel       |
| Árbitros asistentes del árbitro asistente de video | Christian Gittelmann |
| Árbitros asistentes del árbitro asistente de video | Christian Dingert    |

| Estadísticas      | Bandera de Turquía | Bandera de Italia |
| Tiros             | 3                  | 24                |
| Tiros a puerta    | 0                  | 8                 |
| Faltas            | 10                 | 8                 |
| Saques de esquina | 2                  | 8                 |
| Penaltis          | 0                  | 0                 |
| Fueras de juego   | 2                  | 4                 |
| Posesión de balón | 39%                | 61%               |

#### Italia vs Suiza
| 16 de junio de 2021, 21:00 | Italia                            | 3:0 (1:0) | Suiza | Estadio Olímpico, Roma                                                            |                                                                                   |
|                            | Locatelli 26', 52' · Immobile 89' | Reporte   |       | Asistencia: 12 445 espectadores Árbitro(s): Serguéi Karasiov VAR: Bastian Dankert | Asistencia: 12 445 espectadores Árbitro(s): Serguéi Karasiov VAR: Bastian Dankert |

| 21         | Guardameta     | Gianluigi Donnarumma |     |
| 2          | Defensa        | Giovanni Di Lorenzo  |     |
| 19         | Defensa        | Leonardo Bonucci     |     |
| 3          | Defensa        | Giorgio Chiellini    | 24' |
| 4          | Defensa        | Leonardo Spinazzola  |     |
| 18         | Centrocampista | Nicolò Barella       | 87' |
| 8          | Centrocampista | Jorginho             |     |
| 5          | Centrocampista | Manuel Locatelli     | 86' |
| 11         | Delantero      | Domenico Berardi     | 70' |
| 17         | Delantero      | Ciro Immobile        |     |
| 10         | Delantero      | Lorenzo Insigne      | 69' |
| Entrenador | Entrenador     | Roberto Mancini      |     |

| 1          | Guardameta     | Yann Sommer       |     |
| 4          | Defensa        | Nico Elvedi       |     |
| 22         | Defensa        | Fabian Schär      | 58' |
| 5          | Defensa        | Manuel Akanji     |     |
| 8          | Centrocampista | Remo Freuler      | 84' |
| 10         | Centrocampista | Granit Xhaka      |     |
| 2          | Centrocampista | Kevin Mbabu       | 58' |
| 13         | Centrocampista | Ricardo Rodríguez |     |
| 23         | Centrocampista | Xherdan Shaqiri   | 76' |
| 9          | Delantero      | Haris Seferović   | 46' |
| 7          | Delantero      | Breel Embolo      |     |
| Entrenador | Entrenador     | Vladimir Petković |     |

| 15 | Defensa        | Francesco Acerbi | 24' |
| 14 | Centrocampista | Federico Chiesa  | 69' |
| 25 | Defensa        | Rafael Tolói     | 70' |
| 12 | Centrocampista | Matteo Pessina   | 86' |
| 16 | Centrocampista | Bryan Cristante  | 87' |

| 19 | Delantero      | Mario Gavranović | 46' |
| 14 | Centrocampista | Steven Zuber     | 58' |
| 3  | Defensa        | Silvan Widmer    | 58' |
| 9  | Centrocampista | Ruben Vargas     | 76' |
| 15 | Centrocampista | Djibril Sow      | 84' |

| Anotado | 26' | Manuel Locatelli | 1:0 |
| Anotado | 52' | Manuel Locatelli | 2:0 |
| Anotado | 89' | Ciro Immobile    | 3:0 |

| Amonestado | 49' | Mario Gavranović |
| Amonestado | 79' | Breel Embolo     |

| Árbitro                                            | Serguéi Karasiov     |
| Árbitros asistentes                                | Igor Demeshko        |
| Árbitros asistentes                                | Maksim Gavrilin      |
| Cuarto árbitro                                     | Michael Oliver       |
| Quinto árbitro                                     | Stuart Burt          |
| Árbitro asistente de video                         | Bastian Dankert      |
| Árbitros asistentes del árbitro asistente de video | Marco Fritz          |
| Árbitros asistentes del árbitro asistente de video | Christian Gittelmann |
| Árbitros asistentes del árbitro asistente de video | Paweł Gil            |

| 21         | Guardameta     | Gianluigi Donnarumma |     |
| 2          | Defensa        | Giovanni Di Lorenzo  |     |
| 19         | Defensa        | Leonardo Bonucci     |     |
| 3          | Defensa        | Giorgio Chiellini    | 24' |
| 4          | Defensa        | Leonardo Spinazzola  |     |
| 18         | Centrocampista | Nicolò Barella       | 87' |
| 8          | Centrocampista | Jorginho             |     |
| 5          | Centrocampista | Manuel Locatelli     | 86' |
| 11         | Delantero      | Domenico Berardi     | 70' |
| 17         | Delantero      | Ciro Immobile        |     |
| 10         | Delantero      | Lorenzo Insigne      | 69' |
| Entrenador | Entrenador     | Roberto Mancini      |     |

| 1          | Guardameta     | Yann Sommer       |     |
| 4          | Defensa        | Nico Elvedi       |     |
| 22         | Defensa        | Fabian Schär      | 58' |
| 5          | Defensa        | Manuel Akanji     |     |
| 8          | Centrocampista | Remo Freuler      | 84' |
| 10         | Centrocampista | Granit Xhaka      |     |
| 2          | Centrocampista | Kevin Mbabu       | 58' |
| 13         | Centrocampista | Ricardo Rodríguez |     |
| 23         | Centrocampista | Xherdan Shaqiri   | 76' |
| 9          | Delantero      | Haris Seferović   | 46' |
| 7          | Delantero      | Breel Embolo      |     |
| Entrenador | Entrenador     | Vladimir Petković |     |

| 15 | Defensa        | Francesco Acerbi | 24' |
| 14 | Centrocampista | Federico Chiesa  | 69' |
| 25 | Defensa        | Rafael Tolói     | 70' |
| 12 | Centrocampista | Matteo Pessina   | 86' |
| 16 | Centrocampista | Bryan Cristante  | 87' |

| 19 | Delantero      | Mario Gavranović | 46' |
| 14 | Centrocampista | Steven Zuber     | 58' |
| 3  | Defensa        | Silvan Widmer    | 58' |
| 9  | Centrocampista | Ruben Vargas     | 76' |
| 15 | Centrocampista | Djibril Sow      | 84' |

| Anotado | 26' | Manuel Locatelli | 1:0 |
| Anotado | 52' | Manuel Locatelli | 2:0 |
| Anotado | 89' | Ciro Immobile    | 3:0 |

| Amonestado | 49' | Mario Gavranović |
| Amonestado | 79' | Breel Embolo     |

| Árbitro                                            | Serguéi Karasiov     |
| Árbitros asistentes                                | Igor Demeshko        |
| Árbitros asistentes                                | Maksim Gavrilin      |
| Cuarto árbitro                                     | Michael Oliver       |
| Quinto árbitro                                     | Stuart Burt          |
| Árbitro asistente de video                         | Bastian Dankert      |
| Árbitros asistentes del árbitro asistente de video | Marco Fritz          |
| Árbitros asistentes del árbitro asistente de video | Christian Gittelmann |
| Árbitros asistentes del árbitro asistente de video | Paweł Gil            |

| Estadísticas      | Bandera de Italia | Bandera de Suiza |
| Tiros             | 13                | 6                |
| Tiros a puerta    | 3                 | 1                |
| Faltas            | 10                | 12               |
| Saques de esquina | 3                 | 2                |
| Penaltis          | 0                 | 0                |
| Fueras de juego   | 2                 | 4                |
| Posesión de balón | 49%               | 51%              |

#### Italia vs Gales
| 20 de junio de 2021, 18:00 | Italia      | 1:0 (1:0) | Gales | Estadio Olímpico, Roma                                                    |                                                                           |
|                            | Pessina 39' | Reporte   |       | Asistencia: 11 541 espectadores Árbitro(s): Ovidiu Haţegan VAR: Paweł Gil | Asistencia: 11 541 espectadores Árbitro(s): Ovidiu Haţegan VAR: Paweł Gil |

| 21         | Guardameta     | Gianluigi Donnarumma  | 89' |
| 25         | Defensa        | Rafael Tolói          |     |
| 19         | Defensa        | Leonardo Bonucci      |     |
| 23         | Defensa        | Alessandro Bastoni    | 46' |
| 13         | Defensa        | Emerson               |     |
| 12         | Centrocampista | Matteo Pessina        | 87' |
| 8          | Centrocampista | Jorginho              | 75' |
| 6          | Centrocampista | Marco Verratti        |     |
| 14         | Delantero      | Federico Chiesa       |     |
| 9          | Delantero      | Andrea Belotti        |     |
| 20         | Delantero      | Federico Bernardeschi | 75' |
| Entrenador | Entrenador     | Roberto Mancini       |     |

| 12         | Guardameta     | Danny Ward     |     |
| 2          | Defensa        | Chris Gunter   |     |
| 6          | Defensa        | Joe Rodon      |     |
| 15         | Defensa        | Ethan Ampadu   |     |
| 14         | Centrocampista | Connor Roberts |     |
| 7          | Centrocampista | Joe Allen      | 86' |
| 16         | Centrocampista | Joe Morrell    | 60' |
| 3          | Centrocampista | Neco Williams  | 86' |
| 11         | Delantero      | Gareth Bale    | 86' |
| 10         | Delantero      | Aaron Ramsey   |     |
| 20         | Delantero      | Daniel James   | 74' |
| Entrenador | Entrenador     | Rob Page       |     |

| 15 | Defensa        | Francesco Acerbi    | 46' |
| 16 | Centrocampista | Bryan Cristante     | 75' |
| 22 | Delantero      | Giacomo Raspadori   | 75' |
| 7  | Centrocampista | Gaetano Castrovilli | 87' |
| 1  | Guardameta     | Salvatore Sirigu    | 89' |

| 13 | Delantero      | Kieffer Moore | 60' |
| 8  | Centrocampista | Harry Wilson  | 74' |
| 19 | Centrocampista | David Brooks  | 86' |
| 4  | Defensa        | Ben Davies    | 86' |
| 23 | Centrocampista | Dylan Levitt  | 86' |

| Anotado | 39' | Matteo Pessina | 1:0 |

| Amonestado | 79' | Matteo Pessina |

| Amonestado | 51' | Joe Allen    |
| Amonestado | 79' | Chris Gunter |

| Expulsado | 55' | Ethan Ampadu |

| Árbitro                                            | Ovidiu Haţegan    |
| Árbitros asistentes                                | Radu Ghinguleac   |
| Árbitros asistentes                                | Maksim Gavrilin   |
| Cuarto árbitro                                     | Oren Grinfeld     |
| Quinto árbitro                                     | Roy Hassan        |
| Árbitro asistente de video                         | Paweł Gil         |
| Árbitros asistentes del árbitro asistente de video | François Letexier |
| Árbitros asistentes del árbitro asistente de video | Benjamin Pagès    |
| Árbitros asistentes del árbitro asistente de video | Pol van Boekel    |

| 21         | Guardameta     | Gianluigi Donnarumma  | 89' |
| 25         | Defensa        | Rafael Tolói          |     |
| 19         | Defensa        | Leonardo Bonucci      |     |
| 23         | Defensa        | Alessandro Bastoni    | 46' |
| 13         | Defensa        | Emerson               |     |
| 12         | Centrocampista | Matteo Pessina        | 87' |
| 8          | Centrocampista | Jorginho              | 75' |
| 6          | Centrocampista | Marco Verratti        |     |
| 14         | Delantero      | Federico Chiesa       |     |
| 9          | Delantero      | Andrea Belotti        |     |
| 20         | Delantero      | Federico Bernardeschi | 75' |
| Entrenador | Entrenador     | Roberto Mancini       |     |

| 12         | Guardameta     | Danny Ward     |     |
| 2          | Defensa        | Chris Gunter   |     |
| 6          | Defensa        | Joe Rodon      |     |
| 15         | Defensa        | Ethan Ampadu   |     |
| 14         | Centrocampista | Connor Roberts |     |
| 7          | Centrocampista | Joe Allen      | 86' |
| 16         | Centrocampista | Joe Morrell    | 60' |
| 3          | Centrocampista | Neco Williams  | 86' |
| 11         | Delantero      | Gareth Bale    | 86' |
| 10         | Delantero      | Aaron Ramsey   |     |
| 20         | Delantero      | Daniel James   | 74' |
| Entrenador | Entrenador     | Rob Page       |     |

| 15 | Defensa        | Francesco Acerbi    | 46' |
| 16 | Centrocampista | Bryan Cristante     | 75' |
| 22 | Delantero      | Giacomo Raspadori   | 75' |
| 7  | Centrocampista | Gaetano Castrovilli | 87' |
| 1  | Guardameta     | Salvatore Sirigu    | 89' |

| 13 | Delantero      | Kieffer Moore | 60' |
| 8  | Centrocampista | Harry Wilson  | 74' |
| 19 | Centrocampista | David Brooks  | 86' |
| 4  | Defensa        | Ben Davies    | 86' |
| 23 | Centrocampista | Dylan Levitt  | 86' |

| Anotado | 39' | Matteo Pessina | 1:0 |

| Amonestado | 79' | Matteo Pessina |

| Amonestado | 51' | Joe Allen    |
| Amonestado | 79' | Chris Gunter |

| Expulsado | 55' | Ethan Ampadu |

| Árbitro                                            | Ovidiu Haţegan    |
| Árbitros asistentes                                | Radu Ghinguleac   |
| Árbitros asistentes                                | Maksim Gavrilin   |
| Cuarto árbitro                                     | Oren Grinfeld     |
| Quinto árbitro                                     | Roy Hassan        |
| Árbitro asistente de video                         | Paweł Gil         |
| Árbitros asistentes del árbitro asistente de video | François Letexier |
| Árbitros asistentes del árbitro asistente de video | Benjamin Pagès    |
| Árbitros asistentes del árbitro asistente de video | Pol van Boekel    |

| Estadísticas      | Bandera de Italia | Bandera de Gales |
| Tiros             | 23                | 3                |
| Tiros a puerta    | 6                 | 1                |
| Faltas            | 14                | 12               |
| Saques de esquina | 7                 | 1                |
| Penaltis          | 0                 | 0                |
| Fueras de juego   | 3                 | 0                |
| Posesión de balón | 63%               | 37%              |

### Octavos de final
| 26 de junio de 2021, 21:00 | Italia                    | 2:1 (0:0, 0:0) (t. s.) | Austria        | Estadio de Wembley, Londres                                                    |                                                                                |
|                            | Chiesa 95' · Pessina 105' | Reporte                | Kalajdžić 114' | Asistencia: 18 910 espectadores Árbitro(s): Anthony Taylor VAR: Stuart Attwell | Asistencia: 18 910 espectadores Árbitro(s): Anthony Taylor VAR: Stuart Attwell |

| 21         | Guardameta     | Gianluigi Donnarumma |      |
| 2          | Defensa        | Giovanni Di Lorenzo  |      |
| 19         | Defensa        | Leonardo Bonucci     |      |
| 15         | Defensa        | Francesco Acerbi     |      |
| 4          | Defensa        | Leonardo Spinazzola  |      |
| 18         | Centrocampista | Nicolò Barella       | 67'  |
| 8          | Centrocampista | Jorginho             |      |
| 6          | Centrocampista | Marco Verratti       | 67'  |
| 11         | Delantero      | Domenico Berardi     | 84'  |
| 17         | Delantero      | Ciro Immobile        | 84'  |
| 10         | Delantero      | Lorenzo Insigne      | 108' |
| Entrenador | Entrenador     | Roberto Mancini      |      |

| 13         | Guardameta     | Daniel Bachmann       |      |
| 21         | Defensa        | Stefan Lainer         | 114' |
| 3          | Defensa        | Aleksandar Dragović   |      |
| 4          | Defensa        | Martin Hinteregger    |      |
| 8          | Defensa        | David Alaba           |      |
| 23         | Centrocampista | Xaver Schlager        | 106' |
| 10         | Centrocampista | Florian Grillitsch    | 106' |
| 24         | Centrocampista | Konrad Laimer         | 114' |
| 9          | Centrocampista | Marcel Sabitzer       |      |
| 19         | Centrocampista | Christoph Baumgartner | 90'  |
| 7          | Delantero      | Marko Arnautović      | 97'  |
| Entrenador | Entrenador     | Franco Foda           |      |

| 5  | Centrocampista | Manuel Locatelli | 67'  |
| 12 | Centrocampista | Matteo Pessina   | 67'  |
| 9  | Delantero      | Andrea Belotti   | 84'  |
| 14 | Centrocampista | Federico Chiesa  | 84'  |
| 16 | Centrocampista | Bryan Cristante  | 108' |

| 18 | Centrocampista | Alessandro Schöpf   | 90'  |
| 25 | Delantero      | Saša Kalajdžić      | 97'  |
| 17 | Centrocampista | Louis Schaub        | 106' |
| 11 | Delantero      | Michael Gregoritsch | 106' |
| 6  | Centrocampista | Stefan Ilsanker     | 114' |
| 16 | Defensa        | Christopher Trimmel | 114' |

| Anotado | 95'  | Federico Chiesa | 1:0 |
| Anotado | 105' | Matteo Pessina  | 2:0 |

| Anotado | 114' | Saša Kalajdžić | 2:1 |

| Amonestado | 50' | Giovanni Di Lorenzo |
| Amonestado | 51' | Nicolò Barella      |

| Amonestado | 2'     | Marko Arnautović    |
| Amonestado | 103'   | Martin Hinteregger  |
| Amonestado | 120+1' | Aleksandar Dragović |

| Árbitro                                            | Anthony Taylor      |
| Árbitros asistentes                                | Gary Beswick        |
| Árbitros asistentes                                | Adam Nunn           |
| Cuarto árbitro                                     | Sandro Schärer      |
| Quinto árbitro                                     | Stéphane De Almeida |
| Árbitro asistente de video                         | Stuart Attwell      |
| Árbitros asistentes del árbitro asistente de video | Chris Kavanagh      |
| Árbitros asistentes del árbitro asistente de video | Lee Betts           |
| Árbitros asistentes del árbitro asistente de video | Pol van Boekel      |

| 21         | Guardameta     | Gianluigi Donnarumma |      |
| 2          | Defensa        | Giovanni Di Lorenzo  |      |
| 19         | Defensa        | Leonardo Bonucci     |      |
| 15         | Defensa        | Francesco Acerbi     |      |
| 4          | Defensa        | Leonardo Spinazzola  |      |
| 18         | Centrocampista | Nicolò Barella       | 67'  |
| 8          | Centrocampista | Jorginho             |      |
| 6          | Centrocampista | Marco Verratti       | 67'  |
| 11         | Delantero      | Domenico Berardi     | 84'  |
| 17         | Delantero      | Ciro Immobile        | 84'  |
| 10         | Delantero      | Lorenzo Insigne      | 108' |
| Entrenador | Entrenador     | Roberto Mancini      |      |

| 13         | Guardameta     | Daniel Bachmann       |      |
| 21         | Defensa        | Stefan Lainer         | 114' |
| 3          | Defensa        | Aleksandar Dragović   |      |
| 4          | Defensa        | Martin Hinteregger    |      |
| 8          | Defensa        | David Alaba           |      |
| 23         | Centrocampista | Xaver Schlager        | 106' |
| 10         | Centrocampista | Florian Grillitsch    | 106' |
| 24         | Centrocampista | Konrad Laimer         | 114' |
| 9          | Centrocampista | Marcel Sabitzer       |      |
| 19         | Centrocampista | Christoph Baumgartner | 90'  |
| 7          | Delantero      | Marko Arnautović      | 97'  |
| Entrenador | Entrenador     | Franco Foda           |      |

| 5  | Centrocampista | Manuel Locatelli | 67'  |
| 12 | Centrocampista | Matteo Pessina   | 67'  |
| 9  | Delantero      | Andrea Belotti   | 84'  |
| 14 | Centrocampista | Federico Chiesa  | 84'  |
| 16 | Centrocampista | Bryan Cristante  | 108' |

| 18 | Centrocampista | Alessandro Schöpf   | 90'  |
| 25 | Delantero      | Saša Kalajdžić      | 97'  |
| 17 | Centrocampista | Louis Schaub        | 106' |
| 11 | Delantero      | Michael Gregoritsch | 106' |
| 6  | Centrocampista | Stefan Ilsanker     | 114' |
| 16 | Defensa        | Christopher Trimmel | 114' |

| Anotado | 95'  | Federico Chiesa | 1:0 |
| Anotado | 105' | Matteo Pessina  | 2:0 |

| Anotado | 114' | Saša Kalajdžić | 2:1 |

| Amonestado | 50' | Giovanni Di Lorenzo |
| Amonestado | 51' | Nicolò Barella      |

| Amonestado | 2'     | Marko Arnautović    |
| Amonestado | 103'   | Martin Hinteregger  |
| Amonestado | 120+1' | Aleksandar Dragović |

| Árbitro                                            | Anthony Taylor      |
| Árbitros asistentes                                | Gary Beswick        |
| Árbitros asistentes                                | Adam Nunn           |
| Cuarto árbitro                                     | Sandro Schärer      |
| Quinto árbitro                                     | Stéphane De Almeida |
| Árbitro asistente de video                         | Stuart Attwell      |
| Árbitros asistentes del árbitro asistente de video | Chris Kavanagh      |
| Árbitros asistentes del árbitro asistente de video | Lee Betts           |
| Árbitros asistentes del árbitro asistente de video | Pol van Boekel      |

| Estadísticas      | Bandera de Italia | Bandera de Austria |
| Tiros             | 27                | 16                 |
| Tiros a puerta    | 6                 | 3                  |
| Faltas            | 10                | 22                 |
| Saques de esquina | 4                 | 3                  |
| Penaltis          | 0                 | 0                  |
| Fueras de juego   | 4                 | 2                  |
| Posesión de balón | 52%               | 48%                |

### Cuartos de final
| 2 de julio de 2021, 21:00 | Bélgica             | 1:2 (1:2) | Italia                    | Allianz Arena, Múnich                                                          |                                                                                |
|                           | Lukaku 45+2' (pen.) | Reporte   | Barella 31' · Insigne 44' | Asistencia: 12 984 espectadores Árbitro(s): Slavko Vinčić VAR: Bastian Dankert | Asistencia: 12 984 espectadores Árbitro(s): Slavko Vinčić VAR: Bastian Dankert |

| 1          | Guardameta     | Thibaut Courtois  |     |
| 2          | Defensa        | Toby Alderweireld |     |
| 3          | Defensa        | Thomas Vermaelen  |     |
| 5          | Defensa        | Jan Vertonghen    |     |
| 15         | Centrocampista | Thomas Meunier    | 69' |
| 6          | Centrocampista | Axel Witsel       |     |
| 8          | Centrocampista | Youri Tielemans   | 69' |
| 16         | Centrocampista | Thorgan Hazard    |     |
| 7          | Centrocampista | Kevin De Bruyne   |     |
| 25         | Centrocampista | Jérémy Doku       |     |
| 9          | Delantero      | Romelu Lukaku     |     |
| Entrenador | Entrenador     | Roberto Martínez  |     |

| 21         | Guardameta     | Gianluigi Donnarumma |       |
| 2          | Defensa        | Giovanni Di Lorenzo  |       |
| 19         | Defensa        | Leonardo Bonucci     |       |
| 3          | Defensa        | Giorgio Chiellini    |       |
| 4          | Defensa        | Leonardo Spinazzola  | 79'   |
| 18         | Centrocampista | Nicolò Barella       |       |
| 8          | Centrocampista | Jorginho             |       |
| 6          | Centrocampista | Marco Verratti       | 74'   |
| 14         | Delantero      | Federico Chiesa      | 90+1' |
| 17         | Delantero      | Ciro Immobile        | 74'   |
| 10         | Delantero      | Lorenzo Insigne      | 79'   |
| Entrenador | Entrenador     | Roberto Mancini      |       |

| 14 | Delantero      | Dries Mertens    | 69' |
| 22 | Centrocampista | Nacer Chadli 73' | 69' |
| 26 | Centrocampista | Dennis Praet     | 73' |

| 16 | Centrocampista | Bryan Cristante  | 74'   |
| 9  | Delantero      | Andrea Belotti   | 74'   |
| 11 | Delantero      | Domenico Berardi | 79'   |
| 13 | Delantero      | Emerson          | 79'   |
| 25 | Defensa        | Rafael Tolói     | 90+1' |

| Anotado · Penal | 45+2' | Romelu Lukaku | 1:2 |

| Anotado | 31' | Nicolò Barella  | 0:1 |
| Anotado | 44' | Lorenzo Insigne | 0:2 |

| Amonestado | 21' | Youri Tielemans |

| Amonestado | 20' | Marco Verratti   |
| Amonestado | 90' | Domenico Berardi |

| Árbitro                                            | Slavko Vinčić        |
| Árbitros asistentes                                | Tomaž Klančni        |
| Árbitros asistentes                                | Andraž Kovačič       |
| Cuarto árbitro                                     | Fernando Rapallini   |
| Quinto árbitro                                     | Juan Pablo Belatti   |
| Árbitro asistente de video                         | Bastian Dankert      |
| Árbitros asistentes del árbitro asistente de video | Marco Fritz          |
| Árbitros asistentes del árbitro asistente de video | Christian Gittelmann |
| Árbitros asistentes del árbitro asistente de video | Paweł Gil            |

| 1          | Guardameta     | Thibaut Courtois  |     |
| 2          | Defensa        | Toby Alderweireld |     |
| 3          | Defensa        | Thomas Vermaelen  |     |
| 5          | Defensa        | Jan Vertonghen    |     |
| 15         | Centrocampista | Thomas Meunier    | 69' |
| 6          | Centrocampista | Axel Witsel       |     |
| 8          | Centrocampista | Youri Tielemans   | 69' |
| 16         | Centrocampista | Thorgan Hazard    |     |
| 7          | Centrocampista | Kevin De Bruyne   |     |
| 25         | Centrocampista | Jérémy Doku       |     |
| 9          | Delantero      | Romelu Lukaku     |     |
| Entrenador | Entrenador     | Roberto Martínez  |     |

| 21         | Guardameta     | Gianluigi Donnarumma |       |
| 2          | Defensa        | Giovanni Di Lorenzo  |       |
| 19         | Defensa        | Leonardo Bonucci     |       |
| 3          | Defensa        | Giorgio Chiellini    |       |
| 4          | Defensa        | Leonardo Spinazzola  | 79'   |
| 18         | Centrocampista | Nicolò Barella       |       |
| 8          | Centrocampista | Jorginho             |       |
| 6          | Centrocampista | Marco Verratti       | 74'   |
| 14         | Delantero      | Federico Chiesa      | 90+1' |
| 17         | Delantero      | Ciro Immobile        | 74'   |
| 10         | Delantero      | Lorenzo Insigne      | 79'   |
| Entrenador | Entrenador     | Roberto Mancini      |       |

| 14 | Delantero      | Dries Mertens    | 69' |
| 22 | Centrocampista | Nacer Chadli 73' | 69' |
| 26 | Centrocampista | Dennis Praet     | 73' |

| 16 | Centrocampista | Bryan Cristante  | 74'   |
| 9  | Delantero      | Andrea Belotti   | 74'   |
| 11 | Delantero      | Domenico Berardi | 79'   |
| 13 | Delantero      | Emerson          | 79'   |
| 25 | Defensa        | Rafael Tolói     | 90+1' |

| Anotado · Penal | 45+2' | Romelu Lukaku | 1:2 |

| Anotado | 31' | Nicolò Barella  | 0:1 |
| Anotado | 44' | Lorenzo Insigne | 0:2 |

| Amonestado | 21' | Youri Tielemans |

| Amonestado | 20' | Marco Verratti   |
| Amonestado | 90' | Domenico Berardi |

| Árbitro                                            | Slavko Vinčić        |
| Árbitros asistentes                                | Tomaž Klančni        |
| Árbitros asistentes                                | Andraž Kovačič       |
| Cuarto árbitro                                     | Fernando Rapallini   |
| Quinto árbitro                                     | Juan Pablo Belatti   |
| Árbitro asistente de video                         | Bastian Dankert      |
| Árbitros asistentes del árbitro asistente de video | Marco Fritz          |
| Árbitros asistentes del árbitro asistente de video | Christian Gittelmann |
| Árbitros asistentes del árbitro asistente de video | Paweł Gil            |

| Estadísticas      | Bandera de Bélgica | Bandera de Italia |
| Tiros             | 10                 | 14                |
| Tiros a puerta    | 4                  | 3                 |
| Faltas            | 16                 | 13                |
| Saques de esquina | 9                  | 5                 |
| Penaltis          | 1                  | 0                 |
| Fueras de juego   | 1                  | 2                 |
| Posesión de balón | 46%                | 54%               |

### Semifinales
| 6 de julio de 2021, 21:00 | Italia                                                  | 1:1 (1:1, 0:0) (t. s.)(4:2 p.) | España                             | Estadio de Wembley, Londres                                              |                                                                          |
|                           | Chiesa 60'                                              | Reporte                        | Morata 80'                         | Asistencia: 57 811 espectadores Árbitro(s): Felix Brych VAR: Marco Fritz | Asistencia: 57 811 espectadores Árbitro(s): Felix Brych VAR: Marco Fritz |
|                           |                                                         | Tiros desde el punto penal     |                                    |                                                                          |                                                                          |
|                           | Locatelli · Belotti · Bonucci · Bernardeschi · Jorginho |                                | Olmo · Moreno · Alcántara · Morata |                                                                          |                                                                          |

| 21         | Guardameta     | Gianluigi Donnarumma |      |
| 2          | Defensa        | Giovanni Di Lorenzo  |      |
| 19         | Defensa        | Leonardo Bonucci     |      |
| 3          | Defensa        | Giorgio Chiellini    |      |
| 13         | Defensa        | Emerson              | 74'  |
| 18         | Centrocampista | Nicolò Barella       | 85'  |
| 8          | Centrocampista | Jorginho             |      |
| 6          | Centrocampista | Marco Verratti       | 74'  |
| 14         | Delantero      | Federico Chiesa      | 107' |
| 17         | Delantero      | Ciro Immobile        | 61'  |
| 10         | Delantero      | Lorenzo Insigne      | 85'  |
| Entrenador | Entrenador     | Roberto Mancini      |      |

| 23         | Guardameta     | Unai Simón        |      |
| 2          | Defensa        | César Azpilicueta | 85'  |
| 12         | Defensa        | Eric García       | 109' |
| 24         | Defensa        | Aymeric Laporte   |      |
| 18         | Defensa        | Jordi Alba        |      |
| 8          | Centrocampista | Koke Resurrección | 70'  |
| 5          | Centrocampista | Sergio Busquets   | 106' |
| 26         | Centrocampista | Pedri             |      |
| 11         | Delantero      | Ferran Torres     | 62'  |
| 21         | Delantero      | Mikel Oyarzabal   | 70'  |
| 19         | Delantero      | Dani Olmo         |      |
| Entrenador | Entrenador     | Luis Enrique      |      |

| 11 | Delantero      | Domenico Berardi      | 61'  |
| 12 | Centrocampista | Matteo Pessina        | 74'  |
| 25 | Defensa        | Rafael Tolói          | 74'  |
| 5  | Centrocampista | Manuel Locatelli      | 85'  |
| 9  | Delantero      | Andrea Belotti        | 85'  |
| 20 | Centrocampista | Federico Bernardeschi | 107' |

| 7  | Delantero      | Álvaro Morata    | 62'  |
| 9  | Delantero      | Gerard Moreno    | 70'  |
| 16 | Centrocampista | Rodri            | 70'  |
| 6  | Centrocampista | Marcos Llorente  | 85'  |
| 10 | Centrocampista | Thiago Alcántara | 106' |
| 4  | Defensa        | Pau Torres       | 109' |

| Anotado | 60' | Federico Chiesa | 1:0 |

| Anotado | 80' | Álvaro Morata | 1:1 |

| Manuel Locatelli      | Fallo de penal (atajado) | 0:0 |                           |                  |
|                       |                          | 0:0 | Fallo de penal (desviado) | Dani Olmo        |
| Andrea Belotti        | Acierto de penal         | 1:0 |                           |                  |
|                       |                          | 1:1 | Acierto de penal          | Gerard Moreno    |
| Leonardo Bonucci      | Acierto de penal         | 2:1 |                           |                  |
|                       |                          | 2:2 | Acierto de penal          | Thiago Alcántara |
| Federico Bernardeschi | Acierto de penal         | 3:2 |                           |                  |
|                       |                          | 3:2 | Fallo de penal (atajado)  | Álvaro Morata    |
| Jorge Luiz Frello     | Acierto de penal         | 4:2 |                           |                  |

| Amonestado | 98'  | Rafael Tolói     |
| Amonestado | 118' | Leonardo Bonucci |

| Amonestado | 51' | Sergio Busquets |

| Árbitro                                            | Felix Brych          |
| Árbitros asistentes                                | Mark Borsch          |
| Árbitros asistentes                                | Stefan Lupp          |
| Cuarto árbitro                                     | Serguéi Karasiov     |
| Quinto árbitro                                     | Maksim Gavrilin      |
| Árbitro asistente de video                         | Marco Fritz          |
| Árbitros asistentes del árbitro asistente de video | Christian Dingert    |
| Árbitros asistentes del árbitro asistente de video | Christian Gittelmann |
| Árbitros asistentes del árbitro asistente de video | Bastian Dankert      |

| 21         | Guardameta     | Gianluigi Donnarumma |      |
| 2          | Defensa        | Giovanni Di Lorenzo  |      |
| 19         | Defensa        | Leonardo Bonucci     |      |
| 3          | Defensa        | Giorgio Chiellini    |      |
| 13         | Defensa        | Emerson              | 74'  |
| 18         | Centrocampista | Nicolò Barella       | 85'  |
| 8          | Centrocampista | Jorginho             |      |
| 6          | Centrocampista | Marco Verratti       | 74'  |
| 14         | Delantero      | Federico Chiesa      | 107' |
| 17         | Delantero      | Ciro Immobile        | 61'  |
| 10         | Delantero      | Lorenzo Insigne      | 85'  |
| Entrenador | Entrenador     | Roberto Mancini      |      |

| 23         | Guardameta     | Unai Simón        |      |
| 2          | Defensa        | César Azpilicueta | 85'  |
| 12         | Defensa        | Eric García       | 109' |
| 24         | Defensa        | Aymeric Laporte   |      |
| 18         | Defensa        | Jordi Alba        |      |
| 8          | Centrocampista | Koke Resurrección | 70'  |
| 5          | Centrocampista | Sergio Busquets   | 106' |
| 26         | Centrocampista | Pedri             |      |
| 11         | Delantero      | Ferran Torres     | 62'  |
| 21         | Delantero      | Mikel Oyarzabal   | 70'  |
| 19         | Delantero      | Dani Olmo         |      |
| Entrenador | Entrenador     | Luis Enrique      |      |

| 11 | Delantero      | Domenico Berardi      | 61'  |
| 12 | Centrocampista | Matteo Pessina        | 74'  |
| 25 | Defensa        | Rafael Tolói          | 74'  |
| 5  | Centrocampista | Manuel Locatelli      | 85'  |
| 9  | Delantero      | Andrea Belotti        | 85'  |
| 20 | Centrocampista | Federico Bernardeschi | 107' |

| 7  | Delantero      | Álvaro Morata    | 62'  |
| 9  | Delantero      | Gerard Moreno    | 70'  |
| 16 | Centrocampista | Rodri            | 70'  |
| 6  | Centrocampista | Marcos Llorente  | 85'  |
| 10 | Centrocampista | Thiago Alcántara | 106' |
| 4  | Defensa        | Pau Torres       | 109' |

| Anotado | 60' | Federico Chiesa | 1:0 |

| Anotado | 80' | Álvaro Morata | 1:1 |

| Manuel Locatelli      | Fallo de penal (atajado) | 0:0 |                           |                  |
|                       |                          | 0:0 | Fallo de penal (desviado) | Dani Olmo        |
| Andrea Belotti        | Acierto de penal         | 1:0 |                           |                  |
|                       |                          | 1:1 | Acierto de penal          | Gerard Moreno    |
| Leonardo Bonucci      | Acierto de penal         | 2:1 |                           |                  |
|                       |                          | 2:2 | Acierto de penal          | Thiago Alcántara |
| Federico Bernardeschi | Acierto de penal         | 3:2 |                           |                  |
|                       |                          | 3:2 | Fallo de penal (atajado)  | Álvaro Morata    |
| Jorge Luiz Frello     | Acierto de penal         | 4:2 |                           |                  |

| Amonestado | 98'  | Rafael Tolói     |
| Amonestado | 118' | Leonardo Bonucci |

| Amonestado | 51' | Sergio Busquets |

| Árbitro                                            | Felix Brych          |
| Árbitros asistentes                                | Mark Borsch          |
| Árbitros asistentes                                | Stefan Lupp          |
| Cuarto árbitro                                     | Serguéi Karasiov     |
| Quinto árbitro                                     | Maksim Gavrilin      |
| Árbitro asistente de video                         | Marco Fritz          |
| Árbitros asistentes del árbitro asistente de video | Christian Dingert    |
| Árbitros asistentes del árbitro asistente de video | Christian Gittelmann |
| Árbitros asistentes del árbitro asistente de video | Bastian Dankert      |

| Estadísticas      | Bandera de Italia | Bandera de España |
| Tiros             | 7                 | 16                |
| Tiros a puerta    | 4                 | 5                 |
| Faltas            | 17                | 18                |
| Saques de esquina | 1                 | 6                 |
| Penaltis          | 0                 | 0                 |
| Fueras de juego   | 8                 | 1                 |
| Posesión de balón | 35%               | 65%               |

### Final
| 11 de julio de 2021, 21:00 | Italia                                                | 1:1 (1:1, 0:1) (t. s.)(3:2 p.) | Inglaterra                                | Estadio de Wembley, Londres                                                   |                                                                               |
| | Bonucci 67'                                           | Reporte                        | Shaw 2'                                   | Asistencia: 67 173 espectadores Árbitro(s): Bjorn Kuipers VAR: Pol van Boekel | Asistencia: 67 173 espectadores Árbitro(s): Bjorn Kuipers VAR: Pol van Boekel |
| |                                                       | Tiros desde el punto penal     |                                           |                                                                               |                                                                               |
| | Berardi · Belotti · Bonucci · Bernardeschi · Jorginho |                                | Kane · Maguire · Rashford · Sancho · Saka |                                                                               |                                                                               |
| Se marcó el gol más rápido de la historia en una final de la Eurocopa (1:55 minutos), de parte de Luke Shaw. Leonardo Bonucci, se convirtió en el goleador más longevo en una final de Eurocopa, a la edad de 34 años y 71 días. Italia rompe la racha más larga sin ganar una Eurocopa (53 años entre 1968-2021). |                                                       |                                |                                           |                                                                               |                                                                               |

| 21    | Guardameta     | Gianluigi Donnarumma |      |
| 2     | Defensa        | Giovanni Di Lorenzo  |      |
| 19    | Defensa        | Leonardo Bonucci     |      |
| 3     | Defensa        | Giorgio Chiellini    |      |
| 13    | Defensa        | Emerson              | 118' |
| 18    | Centrocampista | Nicolò Barella       | 54'  |
| 8     | Centrocampista | Jorginho             |      |
| 6     | Centrocampista | Marco Verratti       | 96'  |
| 14    | Delantero      | Federico Chiesa      | 86'  |
| 17    | Delantero      | Ciro Immobile        | 54'  |
| 10    | Delantero      | Lorenzo Insigne      | 90'  |
| D. T. | D. T.          | Roberto Mancini      |      |

| 1     | Guardameta     | Jordan Pickford  |      |
| 12    | Defensa        | Kieran Trippier  | 71'  |
| 2     | Defensa        | Kyle Walker      | 120' |
| 5     | Defensa        | John Stones      |      |
| 6     | Defensa        | Harry Maguire    |      |
| 3     | Defensa        | Luke Shaw        |      |
| 14    | Centrocampista | Kalvin Phillips  |      |
| 4     | Centrocampista | Declan Rice      | 74'  |
| 10    | Centrocampista | Raheem Sterling  |      |
| 19    | Centrocampista | Mason Mount      | 99'  |
| 9     | Delantero      | Harry Kane       |      |
| D. T. | D. T.          | Gareth Southgate |      |

| 16 | Centrocampista | Bryan Cristante       | 54'  |
| 11 | Delantero      | Domenico Berardi      | 54'  |
| 20 | Delantero      | Federico Bernardeschi | 86'  |
| 9  | Delantero      | Andrea Belotti        | 90'  |
| 5  | Centrocampista | Manuel Locatelli      | 96'  |
| 24 | Defensa        | Alessandro Florenzi   | 118' |

| 25 | Centrocampista | Bukayo Saka           | 71'  |
| 8  | Centrocampista | Jordan Henderson 120' | 74'  |
| 7  | Centrocampista | Jack Grealish         | 99'  |
| 11 | Delantero      | Marcus Rashford       | 120' |
| 17 | Centrocampista | Jadon Sancho          | 120' |

| 67' | Leonardo Bonucci | 1:1 |

| 2' | Luke Shaw | 0:1 |

| 1:0 1:1 2:2 3:2 | Domenico Berardi Andrea Belotti Leonardo Bonucci Federico Bernardeschi Jorginho | Acierto de penal · Fallo de penal (atajado) · Acierto de penal · Acierto de penal · Fallo de penal (atajado) |

| 1:1 1:2 2:2 3:2 | Harry Kane Harry Maguire Marcus Rashford Jadon Sancho Bukayo Saka | Acierto de penal · Acierto de penal · Fallo de penal (desviado) · Fallo de penal (atajado) · Fallo de penal (atajado) |

| 47' · 55' · 84' · 90+6' · 114' | Nicolò Barella Leonardo Bonucci Lorenzo Insigne Giorgio Chiellini Jorginho |

| 106' | Harry Maguire |

| Principal  | Björn Kuipers             |
| Asistentes | Sander van Roekel         |
|            | Erwin Zeinstra            |
| Cuarto     | Carlos del Cerro Grande   |
| Quinto     | Juan Carlos Yuste Jiménez |

| VAR            | Bastian Dankert      |
| Asistentes VAR | Pol van Boekel       |
|                | Christian Gittelmann |
|                | Marco Fritz          |

|                    |     |     |
| Tiros              | 19  | 6   |
| Tiros a puerta     | 6   | 2   |
| Faltas             | 21  | 13  |
| Saques de esquina  | 3   | 5   |
| Penaltis           | 0   | 0   |
| Fueras de juego    | 5   | 1   |
| Posesión del balón | 66% | 34% |

| Alineación inicial |

| 21    | Guardameta     | Gianluigi Donnarumma |      |
| 2     | Defensa        | Giovanni Di Lorenzo  |      |
| 19    | Defensa        | Leonardo Bonucci     |      |
| 3     | Defensa        | Giorgio Chiellini    |      |
| 13    | Defensa        | Emerson              | 118' |
| 18    | Centrocampista | Nicolò Barella       | 54'  |
| 8     | Centrocampista | Jorginho             |      |
| 6     | Centrocampista | Marco Verratti       | 96'  |
| 14    | Delantero      | Federico Chiesa      | 86'  |
| 17    | Delantero      | Ciro Immobile        | 54'  |
| 10    | Delantero      | Lorenzo Insigne      | 90'  |
| D. T. | D. T.          | Roberto Mancini      |      |

| 1     | Guardameta     | Jordan Pickford  |      |
| 12    | Defensa        | Kieran Trippier  | 71'  |
| 2     | Defensa        | Kyle Walker      | 120' |
| 5     | Defensa        | John Stones      |      |
| 6     | Defensa        | Harry Maguire    |      |
| 3     | Defensa        | Luke Shaw        |      |
| 14    | Centrocampista | Kalvin Phillips  |      |
| 4     | Centrocampista | Declan Rice      | 74'  |
| 10    | Centrocampista | Raheem Sterling  |      |
| 19    | Centrocampista | Mason Mount      | 99'  |
| 9     | Delantero      | Harry Kane       |      |
| D. T. | D. T.          | Gareth Southgate |      |

| 16 | Centrocampista | Bryan Cristante       | 54'  |
| 11 | Delantero      | Domenico Berardi      | 54'  |
| 20 | Delantero      | Federico Bernardeschi | 86'  |
| 9  | Delantero      | Andrea Belotti        | 90'  |
| 5  | Centrocampista | Manuel Locatelli      | 96'  |
| 24 | Defensa        | Alessandro Florenzi   | 118' |

| 25 | Centrocampista | Bukayo Saka           | 71'  |
| 8  | Centrocampista | Jordan Henderson 120' | 74'  |
| 7  | Centrocampista | Jack Grealish         | 99'  |
| 11 | Delantero      | Marcus Rashford       | 120' |
| 17 | Centrocampista | Jadon Sancho          | 120' |

| 67' | Leonardo Bonucci | 1:1 |

| 2' | Luke Shaw | 0:1 |

| 1:0 1:1 2:2 3:2 | Domenico Berardi Andrea Belotti Leonardo Bonucci Federico Bernardeschi Jorginho | Acierto de penal · Fallo de penal (atajado) · Acierto de penal · Acierto de penal · Fallo de penal (atajado) |

| 1:1 1:2 2:2 3:2 | Harry Kane Harry Maguire Marcus Rashford Jadon Sancho Bukayo Saka | Acierto de penal · Acierto de penal · Fallo de penal (desviado) · Fallo de penal (atajado) · Fallo de penal (atajado) |

| 47' · 55' · 84' · 90+6' · 114' | Nicolò Barella Leonardo Bonucci Lorenzo Insigne Giorgio Chiellini Jorginho |

| 106' | Harry Maguire |

| Principal  | Björn Kuipers             |
| Asistentes | Sander van Roekel         |
|            | Erwin Zeinstra            |
| Cuarto     | Carlos del Cerro Grande   |
| Quinto     | Juan Carlos Yuste Jiménez |

| VAR            | Bastian Dankert      |
| Asistentes VAR | Pol van Boekel       |
|                | Christian Gittelmann |
|                | Marco Fritz          |

|                    |     |     |
| Tiros              | 19  | 6   |
| Tiros a puerta     | 6   | 2   |
| Faltas             | 21  | 13  |
| Saques de esquina  | 3   | 5   |
| Penaltis           | 0   | 0   |
| Fueras de juego    | 5   | 1   |
| Posesión del balón | 66% | 34% |

| Alineación inicial |

| 21    | Guardameta     | Gianluigi Donnarumma |      |
| 2     | Defensa        | Giovanni Di Lorenzo  |      |
| 19    | Defensa        | Leonardo Bonucci     |      |
| 3     | Defensa        | Giorgio Chiellini    |      |
| 13    | Defensa        | Emerson              | 118' |
| 18    | Centrocampista | Nicolò Barella       | 54'  |
| 8     | Centrocampista | Jorginho             |      |
| 6     | Centrocampista | Marco Verratti       | 96'  |
| 14    | Delantero      | Federico Chiesa      | 86'  |
| 17    | Delantero      | Ciro Immobile        | 54'  |
| 10    | Delantero      | Lorenzo Insigne      | 90'  |
| D. T. | D. T.          | Roberto Mancini      |      |

| 1     | Guardameta     | Jordan Pickford  |      |
| 12    | Defensa        | Kieran Trippier  | 71'  |
| 2     | Defensa        | Kyle Walker      | 120' |
| 5     | Defensa        | John Stones      |      |
| 6     | Defensa        | Harry Maguire    |      |
| 3     | Defensa        | Luke Shaw        |      |
| 14    | Centrocampista | Kalvin Phillips  |      |
| 4     | Centrocampista | Declan Rice      | 74'  |
| 10    | Centrocampista | Raheem Sterling  |      |
| 19    | Centrocampista | Mason Mount      | 99'  |
| 9     | Delantero      | Harry Kane       |      |
| D. T. | D. T.          | Gareth Southgate |      |

| 16 | Centrocampista | Bryan Cristante       | 54'  |
| 11 | Delantero      | Domenico Berardi      | 54'  |
| 20 | Delantero      | Federico Bernardeschi | 86'  |
| 9  | Delantero      | Andrea Belotti        | 90'  |
| 5  | Centrocampista | Manuel Locatelli      | 96'  |
| 24 | Defensa        | Alessandro Florenzi   | 118' |

| 25 | Centrocampista | Bukayo Saka           | 71'  |
| 8  | Centrocampista | Jordan Henderson 120' | 74'  |
| 7  | Centrocampista | Jack Grealish         | 99'  |
| 11 | Delantero      | Marcus Rashford       | 120' |
| 17 | Centrocampista | Jadon Sancho          | 120' |

| 67' | Leonardo Bonucci | 1:1 |

| 2' | Luke Shaw | 0:1 |

| 1:0 1:1 2:2 3:2 | Domenico Berardi Andrea Belotti Leonardo Bonucci Federico Bernardeschi Jorginho | Acierto de penal · Fallo de penal (atajado) · Acierto de penal · Acierto de penal · Fallo de penal (atajado) |

| 1:1 1:2 2:2 3:2 | Harry Kane Harry Maguire Marcus Rashford Jadon Sancho Bukayo Saka | Acierto de penal · Acierto de penal · Fallo de penal (desviado) · Fallo de penal (atajado) · Fallo de penal (atajado) |

| 47' · 55' · 84' · 90+6' · 114' | Nicolò Barella Leonardo Bonucci Lorenzo Insigne Giorgio Chiellini Jorginho |

| 106' | Harry Maguire |

| Principal  | Björn Kuipers             |
| Asistentes | Sander van Roekel         |
|            | Erwin Zeinstra            |
| Cuarto     | Carlos del Cerro Grande   |
| Quinto     | Juan Carlos Yuste Jiménez |

| VAR            | Bastian Dankert      |
| Asistentes VAR | Pol van Boekel       |
|                | Christian Gittelmann |
|                | Marco Fritz          |

|                    |     |     |
| Tiros              | 19  | 6   |
| Tiros a puerta     | 6   | 2   |
| Faltas             | 21  | 13  |
| Saques de esquina  | 3   | 5   |
| Penaltis           | 0   | 0   |
| Fueras de juego    | 5   | 1   |
| Posesión del balón | 66% | 34% |

| Alineación inicial |

| 21    | Guardameta     | Gianluigi Donnarumma |      |
| 2     | Defensa        | Giovanni Di Lorenzo  |      |
| 19    | Defensa        | Leonardo Bonucci     |      |
| 3     | Defensa        | Giorgio Chiellini    |      |
| 13    | Defensa        | Emerson              | 118' |
| 18    | Centrocampista | Nicolò Barella       | 54'  |
| 8     | Centrocampista | Jorginho             |      |
| 6     | Centrocampista | Marco Verratti       | 96'  |
| 14    | Delantero      | Federico Chiesa      | 86'  |
| 17    | Delantero      | Ciro Immobile        | 54'  |
| 10    | Delantero      | Lorenzo Insigne      | 90'  |
| D. T. | D. T.          | Roberto Mancini      |      |

| 1     | Guardameta     | Jordan Pickford  |      |
| 12    | Defensa        | Kieran Trippier  | 71'  |
| 2     | Defensa        | Kyle Walker      | 120' |
| 5     | Defensa        | John Stones      |      |
| 6     | Defensa        | Harry Maguire    |      |
| 3     | Defensa        | Luke Shaw        |      |
| 14    | Centrocampista | Kalvin Phillips  |      |
| 4     | Centrocampista | Declan Rice      | 74'  |
| 10    | Centrocampista | Raheem Sterling  |      |
| 19    | Centrocampista | Mason Mount      | 99'  |
| 9     | Delantero      | Harry Kane       |      |
| D. T. | D. T.          | Gareth Southgate |      |

| 16 | Centrocampista | Bryan Cristante       | 54'  |
| 11 | Delantero      | Domenico Berardi      | 54'  |
| 20 | Delantero      | Federico Bernardeschi | 86'  |
| 9  | Delantero      | Andrea Belotti        | 90'  |
| 5  | Centrocampista | Manuel Locatelli      | 96'  |
| 24 | Defensa        | Alessandro Florenzi   | 118' |

| 25 | Centrocampista | Bukayo Saka           | 71'  |
| 8  | Centrocampista | Jordan Henderson 120' | 74'  |
| 7  | Centrocampista | Jack Grealish         | 99'  |
| 11 | Delantero      | Marcus Rashford       | 120' |
| 17 | Centrocampista | Jadon Sancho          | 120' |

| 67' | Leonardo Bonucci | 1:1 |

| 2' | Luke Shaw | 0:1 |

| 1:0 1:1 2:2 3:2 | Domenico Berardi Andrea Belotti Leonardo Bonucci Federico Bernardeschi Jorginho | Acierto de penal · Fallo de penal (atajado) · Acierto de penal · Acierto de penal · Fallo de penal (atajado) |

| 1:1 1:2 2:2 3:2 | Harry Kane Harry Maguire Marcus Rashford Jadon Sancho Bukayo Saka | Acierto de penal · Acierto de penal · Fallo de penal (desviado) · Fallo de penal (atajado) · Fallo de penal (atajado) |

| 47' · 55' · 84' · 90+6' · 114' | Nicolò Barella Leonardo Bonucci Lorenzo Insigne Giorgio Chiellini Jorginho |

| 106' | Harry Maguire |

| Principal  | Björn Kuipers             |
| Asistentes | Sander van Roekel         |
|            | Erwin Zeinstra            |
| Cuarto     | Carlos del Cerro Grande   |
| Quinto     | Juan Carlos Yuste Jiménez |

| VAR            | Bastian Dankert      |
| Asistentes VAR | Pol van Boekel       |
|                | Christian Gittelmann |
|                | Marco Fritz          |

|                    |     |     |
| Tiros              | 19  | 6   |
| Tiros a puerta     | 6   | 2   |
| Faltas             | 21  | 13  |
| Saques de esquina  | 3   | 5   |
| Penaltis           | 0   | 0   |
| Fueras de juego    | 5   | 1   |
| Posesión del balón | 66% | 34% |

| Alineación inicial |

|                           |
| Bandera de Italia         |
| Campeón Italia 2.º título |

## Estadísticas

### Posiciones

#### Clasificación general
| Equipo | Equipo              | Pts | PJ | PG | PE | PP | GF | GC | Dif | Rend  |
| ------ | ------------------- | --- | -- | -- | -- | -- | -- | -- | --- | ----- |
| 1      | Italia              | 17  | 7  | 5  | 2  | 0  | 13 | 4  | +9  | 81%   |
| 2      | Inglaterra          | 17  | 7  | 5  | 2  | 0  | 11 | 2  | +9  | 81%   |
| 3      | España              | 10  | 6  | 2  | 4  | 0  | 13 | 6  | +7  | 55.6% |
| 4      | Dinamarca           | 9   | 6  | 3  | 0  | 3  | 12 | 7  | +5  | 50%   |
| 5      | Bélgica             | 12  | 5  | 4  | 0  | 1  | 9  | 3  | +6  | 80%   |
| 6      | República Checa     | 7   | 5  | 2  | 1  | 2  | 6  | 4  | +2  | 46.7% |
| 7      | Suiza               | 6   | 5  | 1  | 3  | 1  | 8  | 9  | −1  | 40%   |
| 8      | Ucrania             | 6   | 5  | 2  | 0  | 3  | 6  | 10 | –4  | 40%   |
| 9      | Países Bajos        | 9   | 4  | 3  | 0  | 1  | 8  | 4  | +4  | 75%   |
| 10     | Suecia              | 7   | 4  | 2  | 1  | 1  | 5  | 4  | +1  | 58.3% |
| 11     | Francia             | 6   | 4  | 1  | 3  | 0  | 7  | 6  | +1  | 50%   |
| 12     | Austria             | 6   | 4  | 2  | 0  | 2  | 5  | 5  | 0   | 50%   |
| 13     | Portugal            | 4   | 4  | 1  | 1  | 2  | 7  | 7  | 0   | 33.3% |
| 14     | Croacia             | 4   | 4  | 1  | 1  | 2  | 7  | 8  | −1  | 33.3% |
| 15     | Alemania            | 4   | 4  | 1  | 1  | 2  | 6  | 7  | −1  | 33.3% |
| 16     | Gales               | 4   | 4  | 1  | 1  | 2  | 3  | 6  | –3  | 33.3% |
| 17     | Finlandia           | 3   | 3  | 1  | 0  | 2  | 1  | 3  | −2  | 33.3% |
| 18     | Rusia               | 3   | 3  | 1  | 0  | 2  | 2  | 7  | −5  | 33.3% |
| 19     | Eslovaquia          | 3   | 3  | 1  | 0  | 2  | 2  | 7  | −5  | 33.3% |
| 20     | Hungría             | 2   | 3  | 0  | 2  | 1  | 3  | 6  | −3  | 22.2% |
| 21     | Polonia             | 1   | 3  | 0  | 1  | 2  | 4  | 6  | −2  | 11.1% |
| 22     | Escocia             | 1   | 3  | 0  | 1  | 2  | 1  | 5  | −4  | 11.1% |
| 23     | Macedonia del Norte | 0   | 3  | 0  | 0  | 3  | 2  | 8  | −6  | 0%    |
| 24     | Turquía             | 0   | 3  | 0  | 0  | 3  | 1  | 8  | −7  | 0%    |